# Петровская, Елена Владимировна
Еле́на Влади́мировна Петро́вская (род. 1962, Москва) — российский философ
, антрополог и культуролог.
Лауреат премии Андрея Белого (2011, за книгу «Теория образа»).

## Биография
Окончила МГИМО (1984) и аспирантуру Института философии АН СССР под руководством В. В. Мшвениерадзе.
Кандидат философских наук (1988; диссертация «Проблема войны и мира в современной политической мысли США (опыт философского анализа политического воображаемого)», официальные оппоненты Ю. К. Мельвиль и Н. С. Юлина). Ведущий научный сотрудник, руководитель сектора эстетики Института философии РАН, доцент Института Русская антропологическая школа.
Сферы интересов: современная философия, исследования визуального, американская литература и культура.
Главный редактор журнала «Синий диван».

## Литературные премии
- 2011 — Лауреат премии Андрея Белого в номинации «Гуманитарные исследования» за книгу «Теория образа»[1].
- 2012 — Лауреат премии Инновация в номинации «Теория. Критика. Искусствознание» за книгу «Безымянные сообщества».
- 2021 — Лауреат премии имени Александра Пятигорского за книгу «Возмущение знака. Культура против трансценденции»[2].

## Книги
- Часть света (М.: Ad Marginem, 1995)
- Глазные забавы (М.: Ad Marginem, 1997)
- Непроявленное. Очерки по философии фотографии (М.: Ad Marginem, Институт философии, 2002)
- Антифотография (М.: Три квадрата, 2003)
- По ту сторону воображения. Современная философия и современное искусство. Лекции (Нижний Новгород: Приволжский филиал ГЦСИ, 2009) (в соавторстве с О. Аронсоном)
- Теория образа (М.: Издательство Российского государственного гуманитарного университета, 2010)
- Безымянные сообщества (М.: Фаланстер, 2012)
- Что остается от искусства (М.: ИПСИ, 2015) (в соавторстве с О. Аронсоном) (Труды ИПСИ. Том II)
- Антифотография 2 (М.: Три квадрата, 2015)
- Возмущение знака. Культура против трансценденции (М.: Common place, 2019)

## Редактор книг
- Жак Деррида в Москве: деконструкция путешествия (М.: Ad Marginem, 1993; вместе с А. Т. Ивановым)
- Ad Marginem ’93. Ежегодник (М.: Ad Marginem, 1994; вместе с Е. В. Ознобкиной)
- Илья Кабаков, Борис Гройс. Диалоги (1990—1994) (М.: Ad Marginem, 1999)
- Розалинда Краусс. Холостяки. (М.: Прогресс-Традиция, 2004)

## Составитель, ответственный редактор и один из переводчиков следующих изданий
- Жан-Люк Нанси. Corpus (М.: Ad Marginem, 1999)
- Гертруда Стайн. Автобиография Элис Б. Токлас. Пикассо. Лекции в Америке (М.: Б. С. Г.-ПРЕСС, 2001)

## Статьи
- Depersonalization(s) // Desarrollo e Interculturalidad, Imaginario y Diferencia: la Nacio’n en el Mundo Andino. 14a Conferencia Internacional. Quito, del 21 al 23 de Septiembre de 2006. Academia de la Latinidad. Rio de Janeiro: Educam, 2006, pp. 387—399.
- Слежка за временем // «Дозор» как симптом. Сост. и общ. ред. Б. Куприянов и М. Сурков. М.: Фаланстер, 2006, с. 256—276.
- Маркс как философ «технэ». Беседа с Филиппом Лаку-Лабартом // Синий диван, 2007, № 10-11, с. 159—174.
- Прощание с фотографией. I (недоступная ссылка)  (недоступная ссылка с 16-05-2013 [4444 дня]). Часть II  (недоступная ссылка с 16-05-2013 [4444 дня] — история). iЧасть III  (недоступная ссылка с 16-05-2013 [4444 дня] — история).
- Слезы Береники [Рец. на книгу М. Ямпольского «О близком»]  Архивная копия от 26 января 2012 на Wayback Machine// Логос, 2001, № 5-6.